# Anglès, Frankrike
Anglès är en kommun i departementet Tarn i regionen Occitanien i södra Frankrike. Kommunen ligger i kantonen Anglès som tillhör arrondissementet Castres. År 2022 hade Anglès 517 invånare.

## Befolkningsutveckling
Antalet invånare i kommunen Anglès
| Referens: INSEE |